# Esbjerg fB
Az Esbjerg fB, teljes nevén Esbjerg forenede Boldklubber egy dán labdarúgócsapat. A klubot 1924-ben alapították, székhelyük Esbjergben van. Jelenleg a  harmadosztályban szerepelnek.
Legnagyobb sikere az öt megszerzett bajnoki cím, valamint a két kupagyőzelem.

## Sikerek
- Bajnokság
  - Győztes  (5): 1961, 1962, 1963, 1965 és 1979.
  - Második (3): 1956, 1968, 1978.
  - Harmadik (2): 1977 and 2004.
- Kupa
  - Győztes (2): 1964 and 1976.
  - Döntős (6): 1957, 1962, 1978, 1985, 2006, és 2008

## Jelenlegi keret
2009. június 11. szerint.
| #  |         | Poszt | Név                       |
| -- | ------- | ----- | ------------------------- |
| 1  | FIN     | K     | Lucas Hradecky            |
| 3  | SWE     | V     | Alexander Östlund         |
| 4  | CAN     | V     | Adrian Cann               |
| 5  | CAN     | KP    | Andrew Ornoch             |
| 6  | SWE     | KP    | Mikael Rynell             |
| 7  | DNK     | KP    | Jesper Jørgensen          |
| 8  | SWE     | KP    | Martin Fribrock           |
| 9  | ISL     | CS    | Gunnar Heiðar Þorvaldsson |
| 10 | NED     | CS    | Tim Janssen               |
| 11 | DNK     | KP    | Peter Nymann              |
| 12 | Nigéria | CS    | Emmanuel Ukpai            |
| 13 | DNK     | V     | Kevin Conboy              |

| #  |     | Poszt | Név                  |
| -- | --- | ----- | -------------------- |
| 14 | SWE | CS    | Jones Kusi-Asare     |
| 15 | SWE | V     | Andreas Klarström    |
| 16 | DNK | K     | Lars Winde           |
| 17 | DNK | CS    | Kevin Bechmann Timm  |
| 18 | DNK | KP    | Jeppe Mehl           |
| 19 | DNK | V     | Kian Hansen          |
| 21 | SWE | V     | Fredrik Björck (Csk) |
| 22 | DNK | CS    | Jesper Lange         |
| 23 | DNK | V     | Joakim Steiness      |
| 24 | DNK | V     | Nicolai Høgh         |
| 26 | DNK | KP    | Mikkel Vendelbo      |
| 31 | DNK | KP    | Søren Rieks          |

## A legutóbbi szezonok
| Szezon    |    | Poz. | Mérk. | Gy | D  | V  | RG | KG | P  | Kupa        | Megjegyzés |
| --------- | -- | ---- | ----- | -- | -- | -- | -- | -- | -- | ----------- | ---------- |
| 2000-2001 | 2D | 1    | 30    | 19 | 8  | 3  | 79 | 29 | 65 | 5. kör      | Feljutott  |
| 2001-2002 | 1D | 7    | 33    | 13 | 6  | 14 | 42 | 44 | 45 | Elődöntő    |            |
| 2002-2003 | 1D | 5    | 33    | 12 | 11 | 10 | 65 | 57 | 47 | Negyeddöntő |            |
| 2003-2004 | 1D | 3    | 33    | 18 | 8  | 7  | 71 | 44 | 62 | 5. kör      |            |
| 2004-2005 | 1D | 5    | 33    | 13 | 10 | 10 | 61 | 47 | 49 | 5. kör      |            |
| 2005-2006 | 1D | 6    | 33    | 12 | 6  | 15 | 43 | 45 | 42 | Döntős      |            |
| 2006-2007 | 1D | 7    | 33    | 10 | 10 | 13 | 46 | 51 | 40 | 4. kör      |            |
| 2007-2008 | 1D | 7    | 33    | 13 | 6  | 14 | 59 | 54 | 45 | Döntős      |            |